# Lehrerwohnhaus (Engelbrechtsmünster)

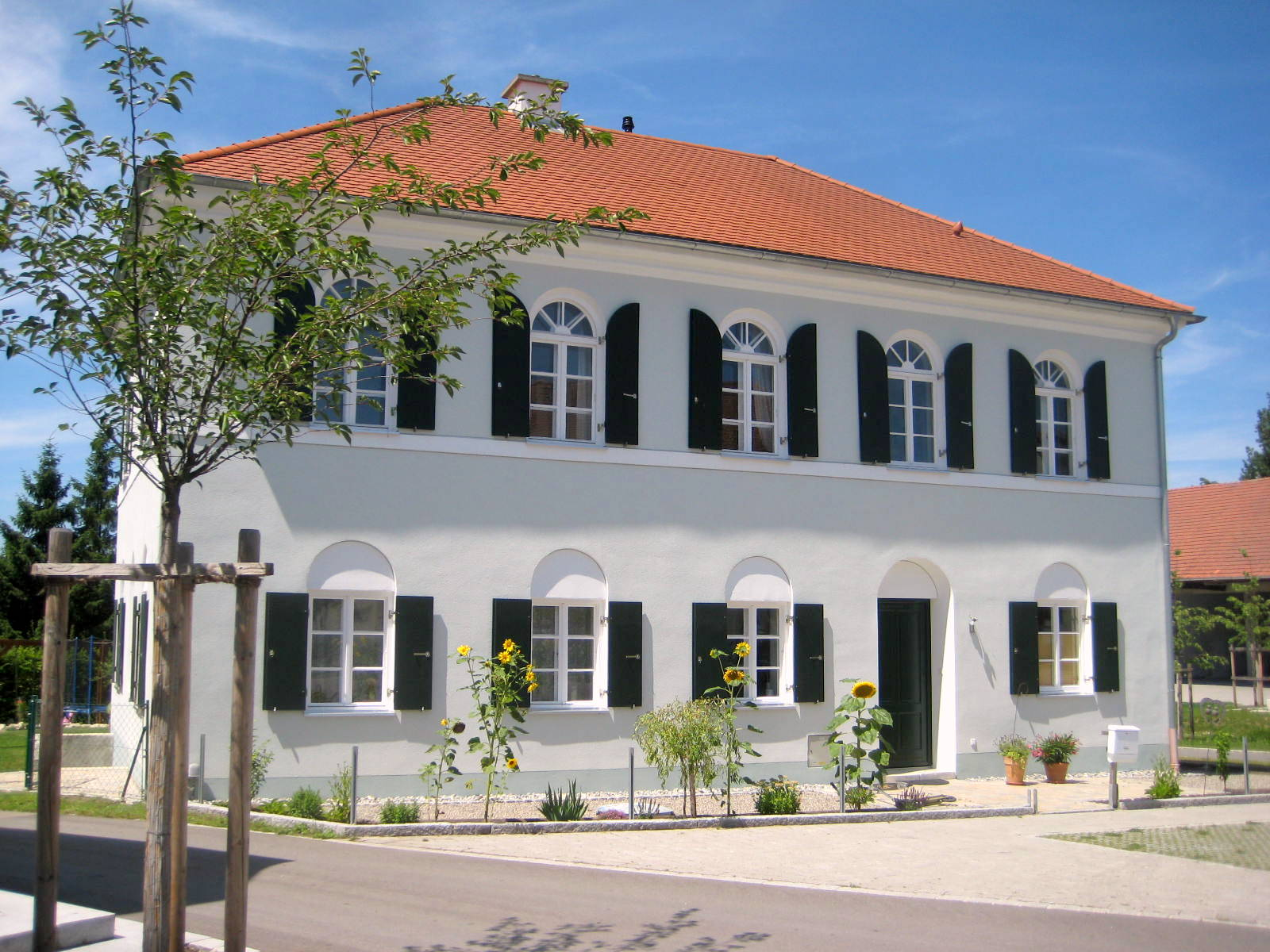
Ehemaliges Lehrerwohnhaus in Engelbrechtsmünster

Das Lehrerwohnhaus in Engelbrechtsmünster, einem Ortsteil der Stadt Geisenfeld im oberbayerischen Landkreis Pfaffenhofen an der Ilm, wurde Mitte des 19. Jahrhunderts errichtet. Das ehemalige Wohnhaus für Lehrer an der Bucherstraße 33 gehört zu den geschützten Baudenkmälern in Bayern.
Der zweigeschossige Walmdachbau mit Rundbogenfenstern im biedermeierlichen Stil besitzt fünf zu zwei Fensterachsen.  